# Amistad (film)
Amistad è un film del 1997 diretto da Steven Spielberg.
Il film è la prima opera dell'allora neonata casa di produzione della DreamWorks, incentrato sulla vicenda dell'ammutinamento dei prigionieri mende – destinati come schiavi a Cuba – della nave spagnola dell'Amistad e sul conseguente caso giudiziario sfociato tra il governo statunitense, la cui marina aveva catturato la nave al largo del Long Island, ed i proprietari della nave in merito alla sorte degli ammutinati.
La pelicola quattro candidature agli Oscar del 1998 per: miglior attore non protagonista (Anthony Hopkins), miglior fotografia, migliori costumi e miglior colonna sonora drammatica.

## Trama

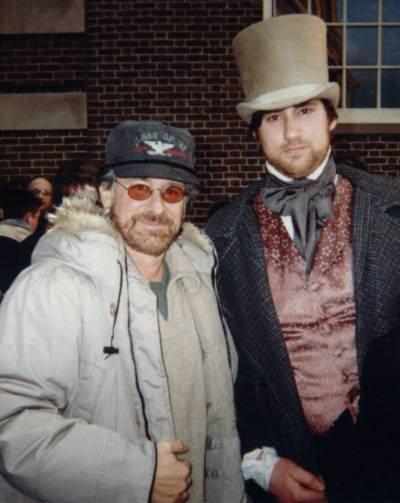
Il regista Steven Spielberg e l'attore Eric Bruno Borgman sul set del film

In una notte di tempesta, a bordo di una nave, la Amistad, un prigioniero africano riesce a liberarsi dalle catene e scioglie i suoi compagni. Armatisi di spade e di coltelli, attaccano i membri dell'equipaggio: l'artefice della sommossa, Joseph Cinqué, uccide il capitano della nave trapassandolo con la spada. Gli ammutinati costringono i due spagnoli superstiti a virare verso l'Africa. Sei settimane dopo avvistano un'isoletta e con una lancia raggiungono la terraferma per rifornirsi d'acqua. Nel frattempo sopraggiunge una nave statunitense, la USRC Washington, e i due spagnoli riescono ad attirare l'attenzione dell'equipaggio con le loro grida. Gli insorti subiscono un arrembaggio e sono costretti di nuovo in catene.
Giunti sulla terraferma, gli schiavi sono portati davanti al giudice per appurarne la proprietà, contesa tra la Spagna, la cui regina Isabella II sta esercitando pressioni sul presidente Martin Van Buren e due loschi figuri, che presentano in tribunale un contratto d'acquisto firmato a L'Avana. Rivendicano la proprietà degli schiavi anche i due spagnoli sopravvissuti dell'equipaggio della Amistad e gli ufficiali della nave USRC Washington.
La querelle diventa di dominio pubblico. Un giovane avvocato motivato e ambizioso, Roger Baldwin, offre la sua assistenza legale a due attivisti abolizionisti, Theodore Joadson (personaggio fittizio) e Lewis Tappan (personaggio reale, ricco finanziatore della causa), che si battono per assicurare la libertà agli africani, ma essi si mostrano scettici di fronte all'eventualità di affidare a Baldwin una questione così delicata. I due si rivolgono invece all'ex presidente degli Stati Uniti John Quincy Adams, anch'esso di convinzioni abolizioniste, che però, ormai anziano, sembra non voler farsi coinvolgere.
Joadson e Tappan ricontattano Baldwin, che in tribunale solleva la questione se gli schiavi siano nati liberi, oppure siano nati in schiavitù: nel primo caso non possono essere considerati schiavi e dunque merce. L'avvocato cerca anche di comunicare coi prigionieri tramite un traduttore, che però si rivela incompetente. Durante il processo si rivolge loro in spagnolo, al fine di dimostrare che, se fossero nati in schiavitù in una colonia della Spagna, ne avrebbero compreso la lingua, ma secondo il giudice il fatto che gli africani non capiscano lo spagnolo non è un elemento sufficiente a dirimere la questione.
Baldwin si presenta a Joseph Cinque, cercando di fargli capire che è il suo avvocato; poi insieme a Joadson sale a bordo della Amistad in cerca di prove. Vi trova una carta nautica e alcuni documenti di bordo, mentre Joadson, sconvolto dalle catene con cui venivano avvinti i prigionieri, rinviene un dente di leone nascosto fra le assi dell'imbarcazione.
Le carte sono presentate in tribunale e si accerta che appartengono a una nave portoghese, la Teçora, nota come nave negriera per il trasporto di schiavi. La situazione sembra volgere a favore dei prigionieri, ma l'accusa, per evitare la probabile sconfitta, si rivolge al segretario del presidente Van Buren per indurre il giudice a una sentenza favorevole. Joadson torna da John Quincy Adams, che gli consiglia di indagare sulla vera storia degli schiavi.
Joadson e Baldwin cercano di imparare alcuni vocaboli della lingua mende parlata dai prigionieri e, mentre si aggirano nel porto di New York scandendo ad alta voce alcuni numeri, trovano in un marinaio inglese un traduttore affidabile. Riuscendo finalmente a comunicare con Cinque, gli mostrano il dente di leone rinvenuto da Joadson, inducendolo a ripercorrere le sue vicissitudini dalla cattura fino all'arrivo negli Stati Uniti. Cinque ripete il suo racconto in tribunale, senza omettere il ricordo dei cinquanta schiavi gettati in mare dagli spagnoli, legati a una sola catena, per far fronte alla scarsità di viveri. Infine inizia a gridare «Fate noi liberi» (Liberateci), seguito dai suoi compagni. Il nuovo giudice sentenzia che essi sono uomini nati liberi in Africa, ordina di arrestare i due spagnoli che li avevano a bordo e ingiunge di ricondurre i prigionieri nella loro terra a spese del governo degli Stati Uniti.
Di nuovo, pressato dalle istanze dell'ambasciatore spagnolo, dalla minaccia di una guerra civile e dall'ambizione di ottenere un secondo mandato alla Casa Bianca, per il quale non deve inimicarsi gli Stati del sud, il presidente Van Buren appoggia l'appello dell'accusa contro la sentenza di fronte alla Corte Suprema. Baldwin scrive a Quincy Adams, che accetta di offrire il suo aiuto. Grazie alla sua arringa, la Corte Suprema emette una sentenza a favore degli schiavi più estensiva in merito alla loro condizione di libertà. Cinque regala il suo dente a Joadson come auspicio di protezione, ringrazia Baldwin e l'ex presidente Adams.
La Fortezza degli schiavi a Lomboko nella Sierra Leone sarà infine scoperta e distrutta a cannonate, e William Henry Harrison sarà eletto nono Presidente degli Stati Uniti sconfiggendo Martin Van Buren, le problematiche legate allo schiavismo esploderanno con la Guerra di secessione; Cinque e i suoi compagni ritorneranno in Africa, dove non ritroveranno né il loro villaggio né le loro famiglie, probabilmente catturate e ridotte in schiavitù.

## Distribuzione
- Uscita negli USA : 10 dicembre 1997
- Uscita in Francia : 25 febbraio 1998
- Uscita in Germania : 26 febbraio 1998
- Uscita in Gran Bretagna : 27 febbraio 1998
- Uscita in Italia : 13 marzo 1998

### Edizione italiana
L'edizione italiana del film è stata curata da Francesco Vairano (direttore del doppiaggio e autore di dialoghi), con l'assistenza di Roberta Schiavon, per conto della C.V.D. La sonorizzazione, invece, è stata eseguita presso la Sefit-CDC.

## Produzione

### Cast
Per la parte di Cinque vennero contattati Denzel Washington e Cuba Gooding Jr., che però rifiutarono entrambi. Per la parte di John Quincy Adams si era pensato a Sean Connery.

## Controversie
Poco prima dell'uscita nelle sale in Nordamerica del film, la scrittrice ed artista  Barbara Chase-Riboud accusò pubblicamente Spielberg e la produzione d'aver plagiato il suo romanzo storico Echo of Lions, opera concernente anch'essa la vicenda dell'Amistad.
La Chase-Riboud, che difatti non risulta accreditata nei titoli di testa e coda del film, intentò poi causa alla DreamWorks per violazione del diritto d'autore, richiedendo a titolo di risarcimento la cifra di ben dieci milioni di dollari. David Franzoni, autore della sceneggiatura del film, negò le accuse mosse dalla scrittrice ed affermò di non aver neppure mai letto il suo libro. Alla fine il caso si risolse in via amichevole nel 1998, proprio pochi giorni prima della 70ª edizione dei Premi Oscar, con un accordo extralegale stipulato da entrambe le parti

## Riconoscimenti
- 1998 - Premio Oscar
  - Candidatura come miglior attore non protagonista per Anthony Hopkins
  - Candidatura come migliore fotografia per Janusz Kaminski
  - Candidatura come migliori costumi per Ruth E. Carter
  - Candidatura come miglior colonna sonora per John Williams
- 1998 - Golden Globe
  - Candidatura come miglior film drammatico
  - Candidatura come migliore regia per Steven Spielberg
  - Candidatura come miglior attore in un film drammatico per Djimon Hounsou
  - Candidatura come miglior attore non protagonista per Anthony Hopkins
- 1998 - Broadcast Film Critics Association Award
  - miglior attore non protagonista per Anthony Hopkins
  - Candidatura come miglior film
- 1998 - Chicago Film Critics Association Award
  - Candidatura come miglior attore non protagonista per Anthony Hopkins
- 1998 - David di Donatello
  - Candidatura come miglior film straniero per Steven Spielberg
- 1997 - European Film Award
  - miglior attore per Stellan Skarsgård
- 1997 - Satellite Award
  - migliore fotografia per Janusz Kaminski
  - Candidatura come miglior film drammatico per Steven Spielberg, Debbie Allen e Colin Wilson
  - Candidatura come migliore regia per Steven Spielberg
  - Candidatura come miglior attore in un film drammatico per Djimon Hounsou
  - Candidatura come migliore sceneggiatura non originale per David Franzoni
  - Candidatura come migliore scenografia per Rick Carter
  - Candidatura come migliori costumi per Ruth E. Carter
  - Candidatura come miglior montaggio per Michael Kahn
  - Candidatura come miglior colonna sonora per John Williams
- 1998 - Screen Actors Guild Award
  - Candidatura come miglior attore non protagonista a Anthony Hopkins